# Uvarus nigeriensis
Uvarus nigeriensis är en skalbaggsart som beskrevs av Olof Biström 1988. Uvarus nigeriensis ingår i släktet Uvarus och familjen dykare. Inga underarter finns listade i Catalogue of Life.